# シャルロット・ド・ブルボン＝ヴァンドーム
シャルロット・ド・ブルボン＝ヴァンドーム（Charlotte de Bourbon-Vendôme）またはシャルロット・ド・ブルボン＝モンパンシエ（Charlotte de Bourbon-Montpensier, 1546年または1547年 - 1582年5月5日）は、オラニエ公ウィレム1世の3度目の妃。

## 生涯
フランスのブルボン家傍系モンパンシエ公ルイ3世・ド・ブルボン＝ヴァンドームと、妃ジャクリーヌ・ド・ロンウィの四女として生まれた。フランス王アンリ4世の父ヴァンドーム公アントワーヌの又従妹に当たる。
1575年、ブリーレ（現在のオランダ・南ホラント州）でウィレムと結婚した。夫との間に6女をもうけた。
- ルイーゼ・ユリアナ（1576年 - 1644年） - プファルツ選帝侯フリードリヒ4世妃
- エリーザベト（1577年 - 1642年） - ブイヨン公アンリ・ド・ラ・トゥール・ドーヴェルニュの妻。テュレンヌ元帥の母となった。
- カタリーナ・ベルヒカ（1578年 - 1648年） - ハーナウ＝ミュンツェンベルク伯フィリップ・ルートヴィヒ2世妃
- シャルロッテ・フランドリナ（1579年 - 1640年） - 1593年にカトリックに改宗し尼僧となった
- シャルロッテ・ブラバンティナ（1580年 - 1631年） - トゥアール公クロード・ド・ラ・トレモイユ妃。シャーロット・スタンリーの母
- エミリア・セクンダ・アントウェルピナ（1581年 - 1657年） - プファルツ＝ランツベルク公フリードリヒ・カジミール妃

1582年、夫ウィレムが暗殺未遂事件に遭い、その看護をしている間に、シャルロットは急逝した。